# Пентагонит
Пентагонитът е рядък силикатен минерал с формула Ca(VO)Si4O10·4(H2O). Името му произлиза от необичайното свързване, което изглежда като петоъгълна симетрия. Пентагонитът е диморф на кавансит.
Пентагонитът е описан за първи път през 1973 г., когато е намерен в държавния парк на езерото Оухий, окръг Малхиър, щата Орегон, САЩ. Съобщено е и за срещане на минерала в област Пуна в Индия.  
Среща се като запълващо вещество на пукнатини и кухини в туф и базалт. Има примеси с кавансит, хеуландит, стилбит, аналцим, апофилит и калцит.